# 22
Évszázadok: i. e. 1. század – 1. század – 2. század
Évtizedek: i. e. 20-as évek – i. e. 10-es évek – i. e. 1-es évek – 1-es évek – 10-es évek – 20-as évek – 30-as évek – 40-es évek – 50-es évek – 60-as évek – 70-es évek
Évek: 17 – 18 – 19 – 20 –  21 – 22 – 23 – 24 – 25 – 26 – 27

## Események

### Római Birodalom
- Decimus Haterius Agrippát (helyettese Marcus Cocceius Nerva) és Caius Sulpicius Galbát (helyettese Caius Vibius Rufinus) választják consulnak.
- Tiberius hosszas campaniai távolléte után anyja, Livia betegségének hírére visszatér Rómába. Rövidesen azonban meggyűlöli őt, a pletykák szerint Capri szigetére is miatta vonul vissza.
- A szenátus tribunusi jogkört (tribunicia potestas) ad Tiberius fiának, Drusus Iulius Caesarnak.
- Quintus Junius Blaesus africai proconsul szinte teljesen elfojtja Tacfarinas lázadását és elfogja annak fivérét. A császár imperatori ("győzedelmes hadvezér") címet adományoz neki; ez az utolsó eset hogy a császári dinasztián kívüli személy megkapja a kitüntetést.

### Kína
- Vang Mang császár ráébred hogy az egyre terjedő parasztfelkelések nagyobb veszélyt jelentenek, mint a hsziungnuk jelentette fenyegetés, akik miatt az északi határon tartotta a hadseregét. Százezres sereget küld a parasztok ellen, akik azonban csúfos vereséget mérnek rá (és akik ekkor festik vörösre a szemöldöküket, hogy megkülönböztessék magukat a katonáktól) és egyik hadvezérét is megölik.
- A Liu Jan és Liu Hsziu testvérpár (a korábbi Han császári dinasztia távoli leszármazottai, akik vidéki elszigeteltségben éltek) trónkövetelőként lép fel Vang Mang császárral szemben és számos követőt gyűjtenek.

## Halálozások
- Caius Ateius Capito, római politikus

## Fordítás
- Ez a szócikk részben vagy egészben  a(z)   22 című francia Wikipédia-szócikk ezen változatának fordításán alapul.  Az eredeti cikk szerkesztőit annak laptörténete sorolja fel. Ez a jelzés csupán a megfogalmazás eredetét és a szerzői jogokat jelzi, nem szolgál a cikkben szereplő információk forrásmegjelöléseként.